# Windows 3.1
Windows 3.1x (tên mã Janus) là một loạt hệ điều hành 16-bit được Microsoft sản xuất để sử dụng trên máy tính cá nhân. Bắt đầu với Windows 3.1, phiên bản lần đầu tiên được bán ra trong tháng 4 năm 1992 như là một bản kế nhiệm của Windows 3.0. Các phiên bản tiếp theo đã được phát hành giữa năm 1992 và 1994 cho đến khi các hệ điều hành này được loạt hệ điều  hành Windows 9x bắt đầu từ Windows 95 thay thế. Trong suốt vòng đời của nó, Windows 3.1 giới thiệu một số cải tiến cho nền tảng dựa vào MS-DOS, bao gồm cải thiện sự ổn định hệ thống, hỗ trợ mở rộng cho đa phương tiện, phông chữ TrueType, và mạng workgroup.

## Windows for Workgroups
Windows for Workgroups là một tiện ích mở rộng (extension) cho phép người dùng chia sẻ tài nguyên của họ và yêu cầu tài nguyên của những người khác mà không cần máy chủ xác thực tập trung.  Nó sử dụng giao thức SMB qua NetBIOS.
Windows for Workgroups 3.1: Windows for Workgroups 3.1 (tên mã ban đầu là Winball và sau đó là Sparta), được phát hành vào tháng 10 năm 1992, là phiên bản mở rộng của Windows 3.1 có hỗ trợ mạng riêng.  Nó đi kèm với hỗ trợ chia sẻ tệp SMB thông qua các giao thức truyền tải mạng NBF và IPX dựa trên NetBIOS và giới thiệu trò chơi bài Hearts và VSHARE.386, một phiên bản VxD của SHARE.EXE.